# 365日の紙飛行機
「365日の紙飛行機」（さんびゃくろくじゅうごにちのかみひこうき）は、日本の女性アイドルグループAKB48の楽曲である。秋元康が作詞、角野寿和と青葉紘季が作曲、清水哲平が編曲、それぞれを担当した。センターポジションは山本彩が務めた。

## 背景とリリース
NHK連続テレビ小説『あさが来た』の主題歌として制作された楽曲で、2015年8月18日に主題歌として採用がNHKから発表され、2015年9月16日放送の『NHKプレマップ』で初めて公開された。
AKB48および姉妹グループが連続テレビ小説の主題歌を手がけるのはこれが初めてで、山本はAKB48名義の曲ではこれが初のセンターポジションとなる。本楽曲の制作にあたり、秋元康総合プロデューサーは女性の生き方に制約の大きかった時代を言い訳にせず冒険し続けたヒロイン・白岡あさ（演 - 波瑠）の「屈託のない生き方」を、力を入れるとあまり飛ばず風に乗るとどこまでも飛ぶ紙飛行機に例えたという。山本の成長ぶりを見て「いつか山本をセンターにした曲を作る」ことを検討していたタイミングとも合致し、今回山本をセンターとすることになったという。
シングルCDは表題曲としてではなく、2015年12月9日にAKB48のメジャー42作目のシングル『唇にBe My Baby』のカップリング曲として収録・発売された。音楽配信は楽曲単位で同日に開始されている。
発売前の2015年10月21日に『NMB48 5th Anniversary LIVE』最終日（大阪城ホール）で山本が本楽曲のギター弾き語りを初披露し、2015年11月7日放送の「AKB48 SHOW!」や、2016年1月26日放送の『NHK歌謡コンサート』で、山本が単独出演してギター弾き語りソロバージョンを披露した。2015年放送の『第66回NHK紅白歌合戦』で、『あさが来た』特別編に続き、NMB48が本楽曲を歌唱した。2017年放送の『第68回NHK紅白歌合戦』で、AKB48の歌唱曲目投票企画においてシングル表題曲ではなかった本曲も「NHKにゆかりの曲」3曲の中の1曲として投票対象になり、結果は2位で「視聴者が選んだ夢の紅白SPメドレー」3曲のうちの1曲としてAKB48名義で歌唱した。
2018年度の高等学校「音楽II」（音楽之友社）の教科書に、当楽曲の楽譜が採用された。
2018年7月期にフジテレビ系木曜劇場『グッド・ドクター』第5話で使用された。
新型コロナウイルス感染症の流行による緊急事態宣言に際して発足したOUC48プロジェクトで、AKB48の全メンバーがそれぞれの自宅で撮影した映像による「365日の紙飛行機」（おうちver.）を作成し、YouTubeのAKB48公式チャンネルで公開した。
2025年1月からこくみん共済 coopのCM「見上げた空に篇」に使用されている。

## 音楽性と批評
歌詞は人生を紙飛行機に例え、結果よりも過程が大切であるとしている。新しい門出を祝う「卒業ソング」として卒業式などで用いることがある。テレビ番組『SmaSTATION!!』（テレビ朝日）「2016 いま結婚式でよく使われている 人気ウェディングソング ベスト13」にランクインした。
曲調は「連続テレビ小説の主題歌」を最大限に意識し、アコースティック・ギターとストリングスを主体にした1970年代のフォークソングにも通じる素朴なものとした。従来のAKB48の楽曲イメージと異なる曲調で、2016年1月29日にAKB48が出演した『ミュージックステーション』（テレビ朝日）の番組内でタモリは、「普通の人はパッとあれだけ聴いたら（AKB48の曲だと）分からないよ」と評している。
音楽ライターの柴那典も自身のコラムで「この曲の持っているポテンシャルはとても大きい」と評し、「徹頭徹尾、ベタである。でも、そうであるがゆえに、売れる。そういう曲が『365日の紙飛行機』であるのだが、しかしこれをカップリングに収録するというパッケージングだけが、ベタでない選択肢だった」と述べている。
音楽プロデューサーの酒井政利も、「歌い出しを一人で歌うから、言葉がよく聞こえる。最近のドラマ主題歌は極端な感情を歌にするケースが増えてきているのに対し、おだやかで清楚。どの世代にも聞きやすい」として「耳よりも胸に残る歌」と評価している。

## 反響
AKB48のファン層と異なる中高年の女性を中心とした層に広く支持され、音楽情報誌『CD&DLでーた』が10代から60代の男女を対象に調査した「2015年1番思い出に残っている曲」で同年代層からの支持で1位に選ばれた。
反響の大きさの一方でシングルCDの表題曲ではなく、『唇にBe My Baby』発売元のキングレコードはリリース直後に急遽「あさが来た」の主題歌が収録されていることを告知するため、背面に同作品でヒロインの「あさ」を演じている女優の波瑠が印刷された巻き帯を制作して仕様を変更した。
SKE48の元メンバー神門沙樹の姉が25歳で他界したことが、SKE48劇場支配人である湯浅洋から755で伝えられた。神門の姉は闘病中によく口遊み、この曲に姉が救われ最後まで希望を捨てなかったことを感謝した神門は、湯浅を通じて秋元に手紙を渡し、その手紙の返信として秋元は自身の歌詞を引用して追悼のメッセージを送った。
フリーアナウンサーの小林麻央も生前、本曲について「朝になると、入院中だけ何故か心の中に流れてくるのです」と乳がんの闘病中に述べた。

## 受賞
- ザテレビジョンドラマアカデミー賞 - 第88回ドラマソング賞[45][46]。
- 第58回日本レコード大賞 - 優秀作品賞[47]。
- 日本バイオリン研究所大正琴全国普及会 第11回大正琴音楽大賞[48][49]。

## チャート成績
リリース直後の2015年12月21日付Billboard Japan Hot 100では、CD売り上げの結果がチャートに反映されないにもかかわらず、ダウンロード数で「唇にBe My Baby」を上回る3位を獲得するなど、総合で6位にランクイン。配信チャートではリリースから8週連続で3位以内をキープするなど、AKB48グループのシングル表題曲以外の楽曲としては異例のロングヒットとなっている。2016年7月には日本レコード協会の有料音楽配信認定作品においてダブル・プラチナ（50万ダウンロード以上）に認定された。2019年7月には日本レコード協会の有料音楽配信認定作品においてトリプル・プラチナ（75万ダウンロード以上）に認定された。

## ミュージック・ビデオ
ミュージックビデオの監督は土屋隆俊が担当した。国立科学博物館上野本館（東京都台東区）、狛江市多摩川緑地公園（東京都狛江市）、旧古河庭園大谷美術館（東京都北区）で撮影された。

## 選抜メンバー
出典はによる。五十音順。小嶋陽菜（1988年〈昭和63年〉4月19日生まれ) 以外の選抜メンバーは全員が平成改元後の生まれであるため、本作は連続テレビ小説の主題歌を平成生まれの歌手が歌った初の事例となった（挿入歌などを含むと『芋たこなんきん』における林明日香や『あまちゃん』におけるベイビーレイズと水瀬いのりの前例があった）。
- 入山杏奈
- 柏木由紀 [注 4]
- 加藤玲奈
- 木﨑ゆりあ
- 北原里英 [注 5]
- 小嶋陽菜
- 兒玉遥 [注 6]
- 指原莉乃 [注 7]
- 島崎遥香
- 高橋みなみ
- 松井珠理奈 [注 8]
- 宮脇咲良 [注 6]
- 山本彩 [注 9]
- 横山由依
- 渡辺麻友
- 渡辺美優紀 [注 9]

## カバー
NMB48の14作目のシングル『甘噛み姫』のカップリングに山本ソロによるアコースティックバージョンが収録されている。編曲を担当したのは坂本秀一。
AKB48の姉妹グループであるJKT48が本楽曲をカバーし、2016年3月23日に発売されたJKT48の2ndアルバム『Mahagita - Kamikyokutachi』に収録された。インドネシア語タイトルは「Pesawat Kertas 365 Hari - 365 Nichi no Kamihikouki -」。同じく姉妹グループのBNK48も本楽曲を「365 nichi no kami hikouki (365 วันกับเครื่องบินกระดาษ)」のタイトルでカバーし、2017年7月7日に発売されたBNK48のデビューシングル「Aitakatta (อยากจะได้พบเธอ) 」に収録された。同じく姉妹グループのMNL48も本楽曲を「365 Araw ng Eroplanong Papel」のタイトルでカバーし、グループの3rdシングルとして2019年4月11日に発売された。
X JAPANのToshlは、2018年のカバーアルバム『IM A SINGER』でカバーしており、『ベストヒット歌謡祭2018』ではAKB48とのコラボで歌唱した。
2020年10月24日に発売された配信アルバム『IMAGINATION vol.3』では犬山たまきと夏色まつりがカバー。2020年12月23日にはCDが限定販売される。